# 西八幡駅
西八幡駅（にしやはたえき）は、福岡県北九州市八幡東区前田に所在した日本国有鉄道（国鉄）鹿児島本線の貨物駅（廃駅）である。

## 歴史
- 1927年（昭和2年）9月11日：開設

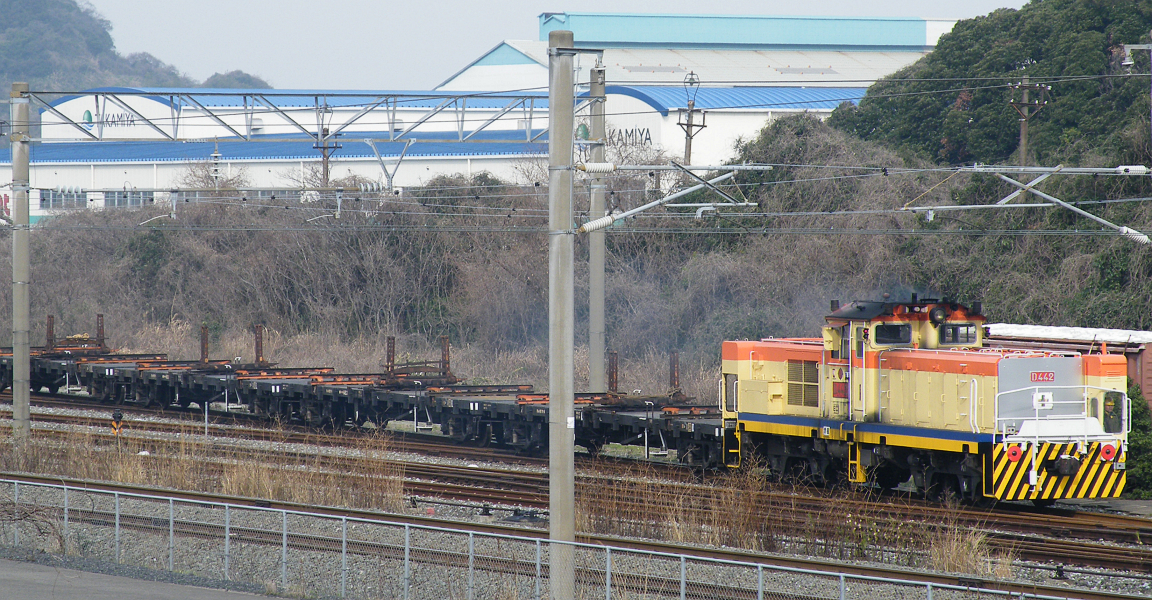
日本製鉄の専用鉄道（くろがね線）へ貨車を引き込むスイッチャー（2009年1月）

- 1949年（昭和24年）1月20日：客扱い開始。昭和30年頃廃止[1]
- 1986年（昭和61年）10月31日：営業廃止。施設としては黒崎駅の側線扱いとなる。

## 隣の駅
日本国有鉄道
鹿児島本線
八幡駅 - 西八幡駅 - 黒崎駅